# 貝爾鮭脂鯉
貝爾鮭脂鯉為輻鰭魚綱脂鯉目脂鯉亞目鮭脂鯉科的其中一種，為熱帶淡水魚，分布於非洲西部淡水流域及艾伯特湖、尼羅河等流域，體長可達43公分，棲息在底中層水域，屬日行性，會做季節性的洄游，屬雜食性，生活習性不明，為高經濟價值的食用魚。

## 扩展阅读
維基物種上的相關：貝爾鮭脂鯉